# 江頭進
江頭 進（えがしら すすむ、1966年4月21日 - ）は、日本の経済学者。専門は、経済学史・進化経済学・地域経済学。学位は、博士（経済学）（京都大学・1996年）。小樽商科大学教授。

## 来歴
1966年愛媛県松山市に生まれる。愛媛県立松山東高等学校を経て、1991年に滋賀大学経済学部卒業。1993年京都大学大学院経済学研究科修士課程修了。1996年京都大学大学院経済学研究科博士課程修了。博士（経済学）の学位を取得。翌1997年に小樽商科大学商学部経済学科助教授着任。2007年教授昇格。この間、日本学術振興会海外特別研究員、ケンブリッジ大学ヒューズ・ホール客員研究員、ケンブリッジ大学政治経済学部客員研究員等を務める。専門は、経済学史・進化経済学・地域経済学。

## 年譜
- 1966年 - 愛媛県松山市にて出生
- 1985年 - 愛媛県立松山東高等学校卒業
- 1991年 - 滋賀大学経済学部卒業
- 1993年 - 京都大学大学院経済学研究科修士課程修了
- 1996年 - 京都大学大学院経済学研究科博士課程修了
- 1997年 - 小樽商科大学商学部経済学科助教授
- 1999年 - 日本学術振興会海外特別研究員
- 2000年 - ケンブリッジ大学ヒューズ・ホール客員研究員
- 2001年 - ケンブリッジ大学政治経済学部客員研究員
- 2007年 - 小樽商科大学商学部経済学科教授
- 2016年 - 小樽商科大学理事（総務・財務担当副学長）、同大学附属図書館長、同大学グローカル戦略推進センター研究支援部門長

## 著書

### 単著
- 『F.A.ハイエクの研究』（日本経済評論社，1999）
- 『進化経済学のすすめ』（講談社［講談社現代新書，2002）
- 『はじめての人のための経済学史』(新世社, 2015)

### 共著
- 『20世紀のエコノミスト』（根井雅弘編集 日本評論社，1994）
- 『21世紀のエコノミスト―世界経済の混沌を読み解くキーパーソンたち』（朝日新聞社，2001）
- 『進化経済学のフロンティア』（西部忠編集 日本評論社，2004）
- 『20世紀の経済学の諸潮流』（橋本努責任編集 日本経済評論社，2006）
- 『市場社会とは何か―ヴィジョンとデザイン』（平井俊顕編集 上智大学出版，2007）
- 『地球秩序のシミュレーション分析』（吉田和男，井堀利宏，瀬島誠編集 日本評論社，2009）
- 『イギリス経済学における方法論の展開』（只腰親和，佐々木憲介編集　昭和堂，2010）
- 『経済学方法論の多元性 : 歴史的視点から』（只腰親和, 佐々木憲介編著 蒼天社出版, 2018）
- 『北海道社会の課題とその解決』（小樽商科大学地域経済研究部編 ナカニシヤ出版, 2019）

### 共編著
- 『進化経済学 基礎』（日本経済評論社，2010）
- 『グローバリズムと地域経済』(穴沢眞・江頭進編, 日本評論社, 2012)。
- Globalism and Regional Economy (Susumu Egashira (edited by) , Routledge, 2013).
- 『グローバリズムと北海道経済』(穴澤眞・江頭進編著，ナカニシヤ出版, 2014)．
- Emerging Risks in a World of Heterogeneity: Interactions Among Countries with Different Sizes, Polities and Societies (Masayuki Tadokoro, Susumu Egashira, Kazuya Yamamoto (editors) , Springer, 2018).

### 訳書
- J.A.シュンペーター『資本主義は生き残るか』（八木紀一郎監訳 名古屋大学出版会，2001）
- G.ホジソン『進化と経済学』（西部忠監訳 東洋経済新報社，2003）
- T.ローソン『経済学と実在』（八木紀一郎監訳 日本評論社，2004）
- F.A.ハイエク『資本の純粋理論』[I](春秋社, 2011)
- F.A.ハイエク『資本の純粋理論』[II](春秋社, 2012)

## 所属学会
- 日本経済学史学会
- 日本進化経済学会 - 常任理事
- International Association of J. A. Schumpeter
- European Society for Economic Thought

## 関連人物
- 根井雅弘
- 御崎加代子